# Santos Bonifacio y Alejo (título cardenalicio)
Santos Bonifacio y Alejo es un título cardenalicio de la Iglesia Católica. También es conocido como San Alejo. Fue instituido por el papa Sixto V en 1587 con la constitución apostólica Religiosa, recuperando así el título suprimido de la diaconía de San Bonifacio. La basílica de los Santos Bonifacio y Alejo se encuentra en el Monte Aventino, fue construida en el siglo X sobre una capilla del siglo V propiedad de una familia que daba culto a San Bonifacio desde el siglo VII. En 986 se añadió el culto a San Alejo.

## Titulares
- Gian Vincenzo Gonzaga (20 de abril de 1587 - 23 de diciembre de 1591)
- Ottavio Paravicini (9 de marzo de 1592 - 2 de febrero de 1611)
- Metello Bichi (12 de septiembre de 1611 - 14 de junio de 1619)
- Vacante (1619 - 1621)
- Roberto Ubaldini (17 de mayo de 1621 - 20 de agosto de 1629)
- Gianfrancesco Guidi di Bagno (26 de mayo de 1631 - 24 de julio de 1641)
- Vacante (1641 - 1643)
- Mario Theodoli (31 de agosto de 1643 - 28 de enero de 1649)
- Vacante (1649 - 1652)
- Luigi Alessandro Omodei (12 de marzo de 1652 - 19 de octubre de 1676)
- Vacante (1676 - 1681)
- Federico Visconti (22 de septiembre de 1681 - 7 de enero de 1693)
- Taddeo Luigi del Verme (2 de enero de 1696 - 12 de enero de 1717)
- Gilberto Borromeo (10 de mayo de 1717 - 22 de enero de 1740)
- Gaetano Stampa (16 de septiembre de 1740 - 23 de diciembre de 1742)
- Vacante (1742 - 1753)
- Antonio Andrea Galli, C.R.L. (10 de diciembre de 1753 - 23 de mayo de 1757)
- Vacante (1757 - 1759)
- Giuseppe Maria Castelli (19 de noviembre de 1759 - 9 de abril de 1780)
- Paolo Francesco Antamori (2 de abril de 1781 - 4 de diciembre de 1795)
- Vacante (1795 - 1801)
- Giovanni Filippo Gallarati Scotti (20 de julio de 1801 - 26 de septiembre de 1814)
- Emmanuele De Gregorio (29 de abril de 1816 - 18 de mayo de 1829); in commendam (18 de mayo de 1829 - 7 de noviembre de 1839)
- Vacante (1839 - 1843)
- Francesco di Paola Villadecani (22 de junio de 1843 - 13 de junio de 1861)
- Alexis Billiet (25 de septiembre de 1862 - 30 de abril de 1873)
- Vacante (1873 - 1876)
- Johannes Baptiste Franzelin, S.I. (7 de abril de 1876 - 11 de diciembre de 1886)
- Vacante (1886 - 1889)
- Giuseppe D'Annibale (27 de mayo de 1889 - 17 de julio de 1892)
- Angelo Di Pietro (15 de junio de 1893 - 22 de junio de 1903)
- Sebastián Herrero Espinosa de los Monteros, C.O. (27 de agosto de 1903 - 9 de diciembre de 1903)
- Joaquim Arcoverde de Albuquerque Cavalcanti (14 de diciembre de 1905 - 18 de abril de 1930)
- Sebastião Leme da Silveira Cintra (3 de julio de 1930 - 17 de octubre de 1942)
- Jaime de Barros Cámara (22 de febrero de 1946 - 18 de febrero de 1971)
- Avelar Brandão Vilela (5 de marzo de 1973 - 19 de diciembre de 1986)
- Lucas Moreira Neves, O.P. (28 de junio de 1988 - 25 de junio de 1998; in commendam (25 de junio de 1998 - 8 de septiembre de 2002)
- Eusébio Oscar Scheid, S.C.I. (21 de octubre de 2003 - 13 de enero de 2021)
- Paulo Cezar Costa (27 de agosto de 2022)